# Dzekshim
| Tibetische Bezeichnung                                                     |
| -------------------------------------------------------------------------- |
| Tibetische Schrift: ཛྷཻཀྵིཾ། ཟི་ཁྱིམ། ཟངས་དམར།                                     |
| Wylie-Transliteration: dz+haik+ShiM, zi khyim, zangs dmar                  |
| Andere Schreibweisen: dzhai kṣiṃ, dsai kṣiṃ, dzñē-kṣiṃ; ji k’yim, ji-khyim |
| Chinesische Bezeichnung                                                    |
| Traditionell: 赤金                                                         |
| Pinyin:chìjīn                                                              |

Dzekshim (IAST: jhaikṣiṃ) ist im Tibetischen die Bezeichnung einer speziellen Legierung, die aus sieben und mehr Metallen besteht und zum Guss von Statuen, Glocken und wertvollen Ritualgegenständen verwendet wurde. Für die Tibeter bildet diese Legierung eine der kostbarsten Materialien, da sie aufgrund der verschiedenen Siedepunkte der verwendeten Metalle bei der Schmelzung nur von erfahrenen Gießern erzeugt werden kann. Bestandteile sind stets Gold, Silber, Kupfer u. a. Metalle. Dabei erzeugt der Anteil der einzelnen Metalle den speziellen Farbton. Da Dzekshim-Statuen so hoch geschätzt werden, werden sie nie vergoldet. Es wird unterschieden zwischen einem natürlich gewonnenen, reinem Kupfer sehr ähnlich sehendem Dzekshim und einem durch die Verschmelzung verschiedener Metalle produzierten Dzekshim.
Nach Giuseppe Tucci handelt es sich bei der tibetischen Bezeichnung um ein Lehnwort aus dem Chinesischen (Mittelchinesisch: *tsyhek  kim).